# Baya Rahouli
Baya Rahouli, född 27 juli 1979, är en algerisk friidrottare. Hon deltog vid olympiska sommarspelen 2000, olympiska sommarspelen 2004 och olympiska sommarspelen 2008.